# Intifada Al-Aksa
Intifada Al-Aksa (hebr. ‏אינתיפאדת אל אקצה‎, arab. ‏انتفاضة الأقصى‎) – druga intifada Palestyńczyków przeciwko izraelskim władzom, a także konflikty wewnątrz ruchu palestyńskiego między fundamentalistycznymi ugrupowaniami muzułmańskimi (Hamas) a zwolennikami ruchu narodowowyzwoleńczego kierowanego przez Jasera Arafata. Powstanie rozpoczęło się 28 września 2000 roku sprowokowane wizytą ministra turystyki Izraela (późniejszego premiera) Ariela Szarona na Wzgórzu Świątynnym w Jerozolimie. Arabskie zamieszki wybuchły w Jerozolimie i szybko rozprzestrzeniły się na Zachodni Brzeg i Strefę Gazy. Najczęściej podawana data zakończenia drugiej intifady to 8 lutego 2005 roku, gdy odbył się szczyt w Szarm el-Szejk. Wtedy premier Szaron wraz z Mahmudem Abbasem, następcą zmarłego w listopadzie 2004 roku Arafata, zawarli porozumienie dotyczące zakończenia konfliktu Palestyńczyków z władzą izraelską.
Arabskie słowo intifada jest powszechnie tłumaczone jako bunt, powstanie. Dodanie w nazwie powstania dodatkowego słowa „Al-Aksa” wskazuje na wyraźny związek tej intifady z meczetem Al-Aksa. Wielu Palestyńczyków uważa, że intifada jest narodowowyzwoleńczą walką z okupacją izraelską, jednak Izraelczycy postrzegają ją jako walkę terrorystyczną.
Druga intifada bywa także nazywana przez Izraelczyków wojną Oslo (hebr. מלחמת אוסלו), gdyż wielu z nich uważa, że jest to skutek błędnych decyzji izraelskich polityków, którzy uczynili zbyt duże ustępstwa względem Palestyńczyków podczas zawierania porozumienia w Oslo w 1993 roku. Jeszcze inni Izraelczycy nazywają ją wojną Arafata, od nazwiska palestyńskiego przywódcy Jasira Arafata, którego wszystkie strony konfliktu obciążały winą za niepowodzenie procesu pokojowego zapoczątkowanego w Oslo.

## Wprowadzenie
Pierwsze powstanie – intifada kamieni – wybuchło 9 grudnia 1987 roku w sprzeciwie wobec izraelskiej obecności na Zachodnim Brzegu i w Strefie Gazy. Palestyńskie osiedla zostały otoczone barykadami, za którymi ukrywali się młodzi bojownicy atakujący kamieniami izraelskie posterunki. Mieszkańcy osiedli mogli się cieszyć wolnością nie ograniczoną obecnością izraelskich żołnierzy, którzy nie mogli dostać się na ich teren. Działaniami kierowali lokalni przywódcy religijni wywodzący się z Centrum Islamskiego (działające od lat 70. na Uniwersytecie w Gazie) w Gazie. Jako zbrojne ramię wystąpił wówczas po raz pierwszy Hamas. Wsparcie zapewniali dysydenci OWP i radykalne organizacje islamskie działające poza granicami kraju. Celem Intifady było stworzenie suwerennego państwa palestyńskiego.
Bezpośrednim powodem wybuchu Intifady był wypadek samochodowy (8 grudnia) do którego doszło w Strefie Gazy. Izraelska ciężarówka wojskowa zabiła palestyńskiego pasażera samochodu osobowego.
Jako odpowiedź na wybuch palestyńskiego powstania, żołnierze izraelscy otrzymali zgodę na stosowanie broni palnej i ostrej amunicji. Wojsko stosowało także kule gumowe, które zmniejszały liczbę ofiar. Pomimo to, do sierpnia 1988 roku w starciach ulicznych zginęło 324 Palestyńczyków. Buldożery burzyły domy aresztowanych palestyńskich aktywistów. Przeprowadzano masowe aresztowania i osadzania w więzieniach.
Latem 1988 roku Palestyńczycy stworzyli Zjednoczone Narodowe Kierownictwo Powstania, składające się z przedstawicieli wszystkich palestyńskich organizacji, w tym OWP i Hamasu, które rywalizowały ze sobą o wpływy wśród Arabów. W odpowiedzi na eskalację zamieszek, izraelski rząd podjął decyzję zamknięcia aż do odwołania wszystkich palestyńskich szkół, aby w ten sposób spróbować zdławić Intifadę.
W okresie od sierpnia 1988 do czerwca 1989 roku w starciach ulicznych zginęło 574 Palestyńczyków. Radykalne ugrupowania palestyńskie zdecydowały się wówczas powrócić na drogę zamachów na terenie Izraela. 6 lipca 1989 roku w zamachu bombowym na miejski autobus zginęło 16 Izraelczyków.
2 sierpnia 1990 roku wojska irackie zajęły Kuwejt. Palestyński przywódca Jasir Arafat już w trzecim dniu wojny poleciał do Bagdadu i spotkał się z Saddamem Husajnem, który finansował jego poczynania kwotą 4 milionów dolarów miesięcznie. Uwikłanie się Arafata po przegranej stronie – Iraku – bardzo osłabiło jego pozycję i w 1991 roku siła palestyńskiego powstania zaczęła słabnąć.
Od wybuchu powstania w grudniu 1987 roku zginęło ogółem 1225 Palestyńczyków (w tym 697 w starciach z Izraelczykami, pozostali w wyniku walk wewnętrznych) i 13 izraelskich żołnierzy. Jednocześnie wyburzono 2 tys. palestyńskich domów.

## Druga intifada (Al-Aksa)
25 lipca 2000 załamały się izraelsko-palestyńskie rozmowy pokojowe w Camp David (11–25 lipca 2000). W konsekwencji społeczeństwo palestyńskie, zniechęcone brakiem efektów procesu pokojowego i rozgoryczone trudnymi warunkami życia, wznieciło kolejne powstanie. Powodem wybuchu zamieszek była wizyta Ariela Szarona na Wzgórzu Świątynnym w Jerozolimie (28 września 2000) i zabicie palestyńskiego nastolatka przez izraelskiego snajpera. Druga intifada od nazwy Wzgórza Świątynnego nosi nazwę Al-Aksa.
29 września wybuchły gwałtowne zamieszki w wielu miastach Autonomii Palestyńskiej, w których zginęło 18 Palestyńczyków i 1 Izraelczyk. Po raz pierwszy wystąpiła wówczas zbrojnie organizacja Brygady Męczenników Al-Aksa.
4 października władze Autonomii podjęły decyzję o uwolnieniu przetrzymywanych dotąd więźniów, odpowiedzialnych m.in. za zamachy w Izraelu.
12 października tłum Palestyńczyków dokonał linczu 2 izraelskich żołnierzy na posterunku policji palestyńskiej w Ramalli. W odwecie izraelskie śmigłowce zniszczyły ten posterunek.
W obliczu eskalacji przemocy amerykański prezydent Bill Clinton przygotował szczyt izraelsko-palestyński w egipskim kurorcie Szarm el-Szejk (16–17 października 2000). Zawarte porozumienie zobowiązywało obie strony do powstrzymania przemocy. Tym postanowieniom nie podporządkowały się jednak radykalne ugrupowania palestyńskie, takie jak Hamas, ani izraelska armia.
18 października Izrael realizując warunki zawartego porozumienia wycofał swoje oddziały z Nablusu. Jednak równocześnie aresztowano 8 Palestyńczyków podejrzewanych o lincz na izraelskich żołnierzach (12 października) w Ramalli (zatrzymanie przeprowadzono w Strefie A, co wywołało oburzenie Palestyńczyków). Pomimo tego władze Autonomii Palestyńskiej wezwały za pośrednictwem telewizji całą ludność palestyńską do powstrzymania się od aktów przemocy. Nic to jednak nie dało i 20 października starcia ponownie wybuchły. W okolicach Nablusu i Ramli zginęło 10 Palestyńczyków, a 400 zostało rannych.
Gdy 22 października państwa Ligi Arabskiej zapowiedziały udzielenie pomocy finansowej Palestyńczykom w wysokości 1 mld dolarów, premier Izraela Ehud Barak oficjalnie wstrzymał wszelkie rozmowy pokojowe z Autonomią Palestyńską. W październiku w starciach zginęło ogółem 148 Palestyńczyków i 10 Izraelczyków. Radykalne organizacje palestyńskie postanowiły posłużyć się tym razem inną bronią – zamachami na terenie Izraela.
- 2 listopada – Islamski Dżihad zdetonował samochód-pułapkę na targowisku Mahane Jehuda w Jerozolimie, zabijając 2 Izraelczyków i raniąc 10 osób.
- 20 listopada – Hamas zdetonował bombę przy przejeżdżającym autobusie szkolnym w pobliżu Gusz Katif, w Strefie Gazy, zabijając 2 Izraelczyków, a 9 osób raniąc.
- 22 listopada – Islamski Dżihad zdetonował samochód-pułapkę w centrum miasta Hadera, zabijając 2 Izraelczyków i raniąc 60 osób.
- 28 grudnia – dwa zamachy bombowe w centrum Tel Awiwu, oraz jeden na szosie w pobliżu Gazy. Zginęło 2 Izraelczyków, wielu zostało rannych.

W trakcie grudniowych starć zginęło ogółem 64 Palestyńczyków i 8 Izraelczyków (oraz dalszych 2 w zamachach bombowych). Spadek liczby ofiar wiązał się z muzułmańskim miesiącem Ramadan.
- 1 stycznia 2001 – wybuch samochodu-pułapki na przystanku autobusowym w Netanii ranił 60 Izraelczyków.

W trakcie styczniowych starć zginęło 24 Palestyńczyków i 7 Izraelczyków.
- 14 lutego – palestyński kierowca autobusu staranował grupę izraelskich żołnierzy na przystanku autobusowym w Holonie, zabijając 8 i raniąc 25 osób.
- 4 marca – zamachowiec-samobójca wysadził się w Netanii, zabijając 3 Izraelczyków i raniąc 66 osób.
- 18 maja – zamachowiec-samobójca wysadził się w centrum handlowym w Netanii. Zginęło 5 Izraelczyków, a ponad 100 zostało rannych.

Izraelski wywiad posiadał informacje, że przy organizacji zamachów z grupami bojowników współdziałają palestyńskie siły bezpieczeństwa. Członkowie służb bezpieczeństwa Autonomii Palestyńskiej brali udział w ponad 40% z 4 tys. przypadków zaatakowania Izraelczyków z broni palnej. Dlatego w odwecie izraelskie samoloty zbombardowały budynki palestyńskich służb bezpieczeństwa w Strefie Gazy i na Zachodnim Brzegu Jordanu. Zginęło 16 Palestyńczyków.
- 25 i 26 maja – Islamski Dżihad przeprowadził dwa zamachy bombowe w Jerozolimie, raniąc 95 Izraelczyków.
- 1 czerwca – zamachowiec-samobójca wysadził się przed dyskoteką Dolphinarium w Tel Awiwie, zabijając 21 młodych Izraelczyków i raniąc 120 osób. Większość ofiar była imigrantami lub dziećmi imigrantów z krajów byłego ZSRR.
- 29 czerwca – wybuch samochodu-pułapki w Tel Awiwie zabił 1 Izraelkę i ranił wiele osób.
- 2 lipca – dwa zamachy bombowe w miejscowości Jahud pod Tel Awiwem.
- 16 lipca – zamachowiec-samobójca wysadził się na przystanku autobusowym przy dworcu kolejowym w Binjamina, zabijając 2 izraelskich żołnierzy i raniąc 11 osób. Do zamachu przyznał się Islamski Dżihad.
- 29 lipca – wybuch samochodu-pułapki na parkingu w Jerozolimie zranił 2 Izraelczyków.
- 30 lipca – wybuch dwóch bomb w supermarkecie i w autobusie w Jerozolimie.

W odwecie izraelskie śmigłowce ostrzelały główną kwaterę Hamasu w Nablusie, zabijając 8 Palestyńczyków, i raniąc 15 osób. Równocześnie armia zamknęła całą Autonomię Palestyńską.
- 5 sierpnia – ostrzał z broni maszynowej budynku Ministerstwa Obrony Izraela w Tel Awiwie ranił 10 Izraelczyków.
- 9 sierpnia – zamachowiec-samobójca wysadził się w pizzerii Sbarro w Jerozolimie, zabijając 15 Izraelczyków (w tym 7 dzieci) i raniąc 130 osób. Do zamachu przyznał się Hamas i Islamski Dżihad.
- 12 sierpnia – zamachowiec-samobójca z Dżihadu wysadził się przed kawiarnią w Kirjat Mockin pod Hajfą, raniąc 20 Izraelczyków.
- 25 sierpnia – Ludowy Front Wyzwolenia Palestyny przeprowadza atak na żydowskie osiedle Ne2e Dekalim (Strefa Gazy) zabijając 3 izraelskich żołnierzy i raniąc 7 innych.
- 3 września – wybuch czterech bomb w Jerozolimie rani 5 Izraelczyków.
- 4 września – zamachowiec-samobójca wysadził się w centrum Jerozolimy raniąc 14 Izraelczyków.
- 9 września – zamachowiec-samobójca wysadził się na dworcu kolejowym w Naharijja, zabijając 3 Izraelczyków i raniąc 90 osób. Inny zamachowiec-samobójca wysadził się obok przystanku autobusowego pod Netanią, raniąc 3 osoby. Islamski Dżihad ostrzelał autobus szkolny pod Jerychem zabijając 2 Izraelczyków, i raniąc 2 uczniów.

W dniach 11–18 września armia izraelska przeprowadziła rozległe operacje wojskowe na terytorium Autonomii Palestyńskiej. Wszystkie palestyńskie miejscowości zostały otoczone policyjnymi kordonami, na drogach ustawiono punkty kontroli wojskowej ograniczając możliwość podróżowania. Na dużą skalę przeprowadzono aresztowania działaczy organizacji palestyńskich. Izrael postawił władzom Autonomii Palestyńskiej ultimatum, żądając powstrzymania ataków terrorystycznych. Jasir Arafat podjął próbę podjęcia rozmów pokojowych, jednak każde zawieszeni broni było łamane przez radykalne organizacje palestyńskie, które nieustannie dążyły do konfrontacji z Izraelem. Arafat jednak nie był skłonny na rozprawę z palestyńskimi radykałami.
- 1 października – Islamski Dżihad wysadził w centrum Jerozolimy samochód-pułapkę.
- 2 października – Hamas zaatakował żydowskie osiedle Alei Sinai, zabijając 2 Izraelczyków i raniąc 15 osób.
- 4 października – ostrzał z broni maszynowej dworca autobusowego w Afuli zabił 3 Izraelczyków i ranił 13 osób.

4 października Stany Zjednoczone Ameryki oficjalnie uznały palestyńskie organizacje Hamas, Islamski Dżihad i Hezbollah za terrorystyczne ugrupowania, które należy zwalczać.
- 7 października – zamachowiec-samobójca wysadził się przy kibucu Szeluchot, zabijając 1 Izraelczyka.
- 17 października – Ludowy Front Wyzwolenia Palestyny zastrzelił w hotelu w Jerozolimie ministra izraelskiego rządu Rehawa Zeewi, znanego z rasistowskich wystąpień antypalestyńskich.

W odwecie izraelska armia przeprowadziła rozległą operację wojskową na palestyńskich terytoriach. Izraelskie siły specjalne przystąpiły do likwidowania przywódców palestyńskich organizacji bojowych.
- 22 października – ostrzał z broni maszynowej ulicy w Jerozolimie rani 4 Izraelczyków.
- 28 października – ostrzał z broni maszynowej przystanku autobusowego w Haderze zabija 4 Izraelczyków i rani 12 osób.
- 4 listopada – w strzelaninie w autobusie w Jerozolimie ginie 2 Izraelczyków.
- 27 listopada – ostrzał z broni maszynowej autobusu w Afula zabija 2 Izraelczyków i rani 36 osób.
- 29 listopada – zamachowiec-samobójca wysadził się w autobusie obok izraelskiej bazy wojskowej w Hadera pod Tel Awiwem, zabijając 3 Izraelczyków i raniąc 9 osób.
- 1 grudnia – dwóch zamachowców-samobójców wysadziło się na deptaku Ben Yehuda w centrum Jerozolimy. W trakcie akcji ratunkowej zamachowcy wysadzili w tym samym miejscu zaparkowany samochód-pułapkę. Zginęło 11 Izraelczyków, a rannych zostało 180 osób. Do zamachu przyznał się Hamas.
- 2 grudnia – zamachowiec-samobójca wysadził się w autobusie w centrum Hajfy, zabijając 15 Izraelczyków i raniąc 40 osób. Do zamachu przyznał się Hamas.

W odwecie izraelska armia otoczyła wszystkie palestyńskie miasta na Zachodnim Brzegu Jordanu, przerywając całkowicie komunikację między nimi. Równocześnie izraelskie śmigłowce zupełnie zniszczyły rakietami siedzibę Jasira Arafata w Gazie. 4 grudnia izraelskie oddziały wkroczyły do miasta Ramallah i otoczyły siedzibę przewodniczącego Autonomii Palestyńskiej Jasira Arafata, który został zamknięty w areszcie domowym. Izraelskie samoloty zbombardowały szereg obiektów palestyńskich służb bezpieczeństwa w Gazie, Ramallah, Tulkarem, Kalkilii, Chan Junus i innych miejscach.
- 5 grudnia 2001 – zamachowiec-samobójca wysadził się w centrum Jerozolimy w pobliżu hotelu David Citadel, raniąc 3 Izraelczyków.
- 9 grudnia – zamachowiec-samobójca wysadził się na przystanku autobusowym pod Hajfą, raniąc 11 Izraelczyków.
- 12 grudnia – atak granatami na autobus na Zachodnim Brzegu Jordanu zabija 10 Izraelczyków i rani 30 osób.

4 stycznia 2002 roku izraelscy komandosi zatrzymali na Morzu Czerwonym statek „Karine-A” z 50 tonami broni dla Autonomii Palestyńskiej. Broń o wartości 100 mln dolarów została kupiona przez Palestyńczyków w Iranie.
- 17 stycznia 2002 – zamachowiec wtargnął na ceremonię religijną bar micwę w mieście Hadera. Od kul zginęło 6 Izraelczyków, a 33 osoby zostały ranne. Do zamachu przyznały się Brygady Męczenników Al-Aksa.

W następnych dniach izraelska armia zajęła palestyńskie miasta Ramallah i Tulkarem. Aresztowano wiele osób.
- 22 stycznia – ostrzał z broni maszynowej ulicy w zachodniej części Jerozolimy rani 20 osób.
- 25 stycznia – zamachowiec-samobójca wysadził się w powietrze obok dworca autobusowego w centrum Tel Awiwu. Rannych zostało 24 Izraelczyków.
- 27 stycznia – zamachowiec-samobójczyni (kobieta) wysadziła się przed pizzerią w centrum zachodniej Jerozolimy. Zginął 1 Izraelczyk, a rannych zostało 150 osób. Był to pierwszy zamach przeprowadzony przez kobietę-samobójczynię.
- 28 stycznia – w Tel Awiwie Palestyńczyk rozmyślnie potrącił izraelskiego żołnierza, a następnie otworzył ogień z broni maszynowej do przechodniów.
- 30 stycznia – zamachowiec-samobójca wysadził się w mieście At-Tajjiba ciężko raniąc 2 osoby.
- 7 lutego – atak na osiedle Hamra. Bojownicy z Brygad Męczenników al-Aksa zabili 4 Izraelczyków i ranili 5 innych osób.
- 10 lutego – atak na wojskową bazę w Beer Szewie w którym ginie 2 Izraelczyków, a 5 osób zostaje rannych.
- 16 lutego – zamachowiec-samobójca wysadził się w centrum handlowym osiedla Karne Szomeron, zabijając 3 nastoletnie Izraelki i raniąc 30 osób.

W odpowiedzi izraelska armia po raz kolejny wprowadziła dla Palestyńczyków zakaz poruszania się pomiędzy miastami na Zachodnim Brzegu Jordanu. W owym czasie premier Izraela Ariel Szaron zapowiedział stworzenie strefy buforowej i systemu barier wzdłuż granic Izraela z Autonomią Palestyńską. Miałyby to być rowy, w niektórych miejscach ogrodzenia podłączone do urządzeń elektronicznych, a nawet pola minowe. Wydawało się, że jest to jedyny sposób aby zatrzymać palestyńskich zamachowców.
- 25 lutego 2002 – ostrzał z broni maszynowej przystanku autobusowego w Jerozolimie rani 10 Izraelczyków.

28 lutego 2002 roku izraelska armia rozpoczęła zakrojoną na dużą skalę operację wojskową likwidacji palestyńskich komórek bojowych w obozach uchodźców palestyńskich pod Nablusem i Dżeninem.
- 2 marca – zamachowiec-samobójca wysadził się w Jerozolimie zabijając 10 Izraelczyków, a 50 osób raniąc.
- 5 marca – ostrzał z broni maszynowej w restauracji w centrum Tel Awiwu zabija 3 Izraelczyków i rani 31 innych osób. Inny zamachowiec-samobójca wysadził się w autobusie w Afuli zabijając 1 Izraelczyka i raniąc 5 innych osób.

W następnych dniach izraelskie kolumny pancerne wjechały do kilku palestyńskich miastach przeprowadzając masowe rewizje i aresztowania osób podejrzanych o współpracę z bojownikami.
- 7 marca – zamachowiec-samobójca wysadził się w centrum handlowym w osiedlu Ariel raniąc 9 Izraelczyków. Inny zamachowiec otworzył ogień w osiedlu Atzmona zabijając 5 studentów szkoły religijnej i raniąc 20 innych osób.
- 9 marca – ostrzał z broni maszynowej bulwaru nadmorskiego w Netanii zabija 2 Izraelczyków i rani 36 osób. Inny zamachowiec-samobójca wysadził się w zatłoczonej kawiarni w Jerozolimie zabijając 11 Izraelczyków i raniąc 54 osoby.

W odwecie izraelska armia zintensyfikowała akcje pacyfikacyjne w Strefie Gazy i na Zachodnim Brzegu Jordanu.
- 17 marca – zamachowiec-samobójca wysadził się w centrum Jerozolimy raniąc 25 Izraelczyków.
- 20 marca – zamachowiec-samobójca wysadził się w autobusie w miejscowości Musmus. Zginęło 7 osób, 35 zostało rannych. Większość to byli izraelscy Arabowie.
- 21 marca – zamachowiec-samobójca wysadził się w centrum zachodniej Jerozolimy zabijając 3 Izraelczyków i raniąc 86 osób.

21 marca 2002 roku Stany Zjednoczone umieściły Brygady Męczenników Al-Aksa na liście międzynarodowych organizacji terrorystycznych, które należy zwalczać.
- 27 marca – zamachowiec-samobójca wysadził się w hotelowej restauracji w Netanii. Zginęło 30 osób, a 140 osób zostało rannych.

### Operacja „Mur obronny” (Ochronna Tarcza)
28 marca 2002 roku Izrael w porozumieniu ze Stanami Zjednoczonymi podjął decyzję o przeprowadzeniu dużej operacji wojskowej na terenach Autonomii Palestyńskiej. 29 marca izraelskie oddziały wkroczyły do większości palestyńskich miast prowadząc rewizje i aresztowania. W wielu miejscach doszło do gwałtownych walk.
- 29 marca – zamachowiec-samobójczyni wysadziła się w supermarkecie w centrum Jerozolimy zabijając 2 Izraelczyków i raniąc 28 osób.
- 30 marca – zamachowiec-samobójca wysadził się w kawiarni w centrum Tel Awiwu raniąc 29 Izraelczyków.
- 31 marca – zamachowiec-samobójca wysadził się w restauracji w Hajfie zabijając 15 Izraelczyków i raniąc 44 osoby.

2 kwietnia izraelska armia zajęła Betlejem. W trakcie ulicznych walk grupa około 200 uzbrojonych Palestyńczyków, wraz z grupą cywilnych zwolenników, w tym Europejczyków, zabarykadowała się w bazylice Narodzenia Pańskiego, głównym punkcie kultu chrześcijańskiego w Betlejem. Zostali otoczeni przez izraelskich żołnierzy (bojownicy opuścili bazylikę dopiero 10 maja). W następnych dniach doszło do bardzo gwałtownych walk w Dżeninie i Nablusie. Izraelska armia w ciągu pierwszych 10 dni operacji zabiła około 200 i raniła około 1500 Palestyńczyków, przy stracie 13 własnych żołnierzy. Aresztowano ponad 1200 Palestyńczyków.
- 10 kwietnia – zamachowiec-samobójca wysadził się w autobusie pod Hajfą zabijając 8 Izraelczyków i raniąc 22 osoby.
- 12 kwietnia – zamachowiec-samobójczyni wysadziła się przy wejściu na bazar Mahane Jehuda w Jerozolimie zabijając 6 Izraelczyków i raniąc 104 osoby.

20 kwietnia 2002 roku izraelscy żołnierze wkroczyli do budynków kilku palestyńskich ministerstw w Ramallah na Zachodnim Brzegu Jordanu. Podczas akcji przejęto dane komputerowe, pliki i archiwa ministerstw edukacji i pracy.
- 7 maja – zamachowiec-samobójca wysadził się w nocnym klubie w Riszon le-Cijjon zabijając 16 Izraelczyków i raniąc 55 osób.
- 8 maja – zamachowiec-samobójca wysadził się obok przystanku autobusowego w pobliżu Hajfy.
- 19 maja – zamachowiec-samobójca wysadził się przy wejściu na plac targowy w Netanii zabijając 3 Izraelczyków i raniąc 56 osób.
- 22 maja – zamachowiec-samobójca wysadził się na handlowej ulicy w centrum Riszon Lecion, zabijając 4 osoby, a 40 raniąc.
- 24 maja – zamachowiec-samobójca wysadził się w samochodzie-pułapce w Tel Awiwie raniąc 3 osoby.

27 maja 2002 roku minister obrony Izraela Benjamin Ben-Eliezer oświadczył, że armia izraelska „średnio co dziesięć godzin przechwytuje palestyńskiego samobójcę, zamierzającego dokonać aktu terrorystycznego na terytorium Izraela”.
- 27 maja – zamachowiec-samobójca wysadził się w centrum handlowym w Petach Tikwie. Zginęło 3 Izraelczyków, a 37 osób zostało rannych, w tym wiele dzieci.
- 5 czerwca – zamachowiec-samobójca zdetonował samochód-pułapkę uderzając w autobus w mieście Megiddo. Zginęło 17 Izraelczyków, a 38 osób zostało rannych. Część ofiar spłonęła żywcem.

W odwecie izraelska armia ponownie zintensyfikowała akcje pacyfikacyjne na palestyńskich terenach.
- 11 czerwca – zamachowiec-samobójca wysadził się w nadmorskiej restauracji w Herzlii zabijając 1 Izraelczyka i raniąc 12 osób.

16 czerwca 2002 roku izraelskie spychacze rozpoczęły w rejonie przejścia granicznego Salem na północy Zachodniego Brzegu niwelować teren pod budowę pierwszego odcinka 110-kilometrowego ogrodzenia zwanego przez Izrael „barierą bezpieczeństwa”, a przez Palestyńczyków i Międzynarodowy Trybunał Sprawiedliwości w Hadze „Murem Apartheidu”. Poza przewodami elektrycznymi pod napięciem, mur jest wyposażony w czujniki, wykrywające intruzów. Przewidziano też drogi patrolowe. Mur biegnie od północnych krańców palestyńskiego miasta Dżenin aż na południe Kalkiliji, wewnątrz okupowanego Zachodniego Brzegu, wykraczając daleko poza Zielona Linie, uznaną za granicę Izraela i włączając do terytorium Izraela nielegalne osiedla żydowskie. Mur przyłącza też do Izraela żyzne palestyńskie ziemie uprawne.
- 18 czerwca – zamachowiec-samobójca wysadził się w zatłoczonym autobusie w Jerozolimie zabijając 19 Izraelczyków i raniąc 74 osoby.
- 19 czerwca – zamachowiec-samobójca wysadził się na przystanku autobusowym w Jerozolimie zabijając 7 Izraelczyków i raniąc 30 osób.
- 20 czerwca – Ludowy Front Wyzwolenia Palestyny zaatakował osiedle Itamar zabijając 6 Izraelczyków i raniąc 4 osoby. Troje z zabitych to dzieci. W zamachu zginęła też ich matka.

### Operacja „Zamknięta droga”
22 czerwca 2002 roku izraelska armia ponownie zajęła wszystkie duże miasta Autonomii na Zachodnim Brzegu. Na wszystkich drogach wystawiono punkty kontrolne mające na celu ograniczenie komunikacji pomiędzy grupami bojowników działającymi w różnych miastach. W wielu miejscach doszło do walk.
- 30 czerwca – wybuch bomby pod przejeżdżającym pociągiem pasażerskim w pobliżu Lod rani 3 osoby. Był to pierwszy atak na izraelskie linie kolejowe.
- 16 lipca – wybuch bomby i ostrzał autobusu w pobliżu osiedla Emmanuel zabija 9 Izraelczyków i raniąc 20 osób.
- 17 lipca – dwóch zamachowców-samobójców wysadziło się w pobliżu dworca autobusowego w Tel Awiwie zabijając 5 Izraelczyków i raniąc 40 osób.
- 21 lipca – wybuch bomby pod przejeżdżającym pociągiem pasażerskim na trasie pomiędzy miejscowościami Zavneh i Rechowot zranił 1 osobę.
- 30 lipca – zamachowiec-samobójca wysadził się w barze w centrum Jerozolimy raniąc 4 osoby.
- 31 lipca – wybuch bomby w restauracji Uniwersytetu Hebrajskiego w Jerozolimie zabił 5 studentów i ranił 85 osób.
- 4 sierpnia – zamachowiec-samobójca wysadził się w autobusie w pobliżu miasta Safed zabijając 9 Izraelczyków i raniąc 50 osób. Inny zamachowiec otworzył ogień z broni maszynowej na ulicy w Jerozolimie zabijając 3 Izraelczyków i raniąc 12 osób.

Następnie izraelska armia wprowadziła nowe restrykcje wobec mieszkańców pięciu największych palestyńskich miast Zachodniego Brzegu Jordanu. W miastach Nablus, Kalkilia, Tulkarem, Ramallah i Dżeninie zakazano na pewien czas poruszania się samochodami. Na całym terytorium Autonomii wprowadzono ograniczenia w poruszaniu się. Obowiązywała godzina policyjna. Prowadzono rewizje i liczne aresztowania. Domy rodzin palestyńskich zamachowców-samobójców i członków ruchu oporu były wyburzane. Eskalacja działań izraelskiej armii w znacznym stopniu osłabiła zaplecze organizacji. Ich dowódcy byli nieustannie tropieni i zabijani przez izraelskie siły specjalne. Utrudniało to dowodzenie dalszymi operacjami partyzanckimi wymierzonymi przeciwko Izraelowi. Liczba zamachów zaczęła spadać.

### Plan „Najpierw Gaza i Betlejem”
Izraelski plan zakładał stopniowe wycofywanie się wojsk z Gazy i miasta Betlejem na Zachodnim Brzegu Jordanu i przejmowanie ich obowiązków przez palestyńskie służby bezpieczeństwa. 20 sierpnia w ręce palestyńskich służb bezpieczeństwa przekazano miasto Betlejem. Nie zrealizowano natomiast planu wycofania ze Strefy Gazy z powodu dużego napięcia w tym rejonie.
- 19 września – zamachowiec-samobójca wysadził się w powietrze w autobusie w centrum Tel Awiwu zabijając 6 Izraelczyków i raniąc 70 osób.

W odwecie izraelskie czołgi zaczęły niszczyć budynki w kompleksie rządowym władz Autonomii Palestyńskiej w Ramallah. Przy Arafacie ukrywało się około 200 poszukiwanych palestyńskich bojowników.
W ciągu pierwszych dwóch lat trwania Intifady zginęło 1880 Palestyńczyków i 615 Izraelczyków.
- 10 października – zamachowiec-samobójca wysadził się w powietrze na przystanku autobusowym niedaleko uniwersytetu Bar Ilam zabijając 1 Izraelkę i raniąc 16 osób.
- 21 października – zamachowiec-samobójca zdetonował samochód-pułapkę uderzając w autobus pomiędzy miastami Afula i Hadera. Zginęło 14 Izraelczyków, a około 50 zostało rannych.

### Operacja „Wysunięta straż”
25 października 2002 roku duże izraelskie siły wkroczyły do większości palestyńskich miast. Celem operacji było sprowokowanie palestyńskich bojówek do ujawnienia się, a następnie w walce ich likwidacja.
- 27 października – zamachowiec-samobójca wysadził się w powietrze przy stacji benzynowej przy osiedlu Ariel zabijając 1 Izraelczyka i raniąc 20 osób.
- 4 listopada – zamachowiec-samobójca wysadził się w centrum handlowym w Kefar Sawa zabijając 2 Izraelczyków i raniąc 70 osób.
- 20 listopada – zamachowiec-samobójca wysadził się w autobusie w Jerozolimie zabijając 11 Izraelczyków, oraz raniąc 50 osób.
- 28 listopada – ostrzał z broni maszynowej dworca autobusowego w Bet Sze’an zabił 6 Izraelczyków i ranił 27 osób.
- 5 stycznia 2003 r. – dwaj zamachowcy-samobójcy wysadzili się w pobliżu głównego dworca autobusowego w Tel Awiwie. W dwóch wybuchach zginęło 22 Izraelczyków, a 120 osób zostało rannych.

W następnych tygodniach izraelska armia zintensyfikowała działania w Strefie Gazy.

### Operacja „Gorąca zima”
30 stycznia 2003 roku izraelska armia ponownie zajęła większość palestyńskich miast, wprowadzając godzinę policyjną, prowadząc rewizje i aresztowania osób podejrzanych o współpracę z ugrupowaniami bojowników. Kolejne miasta ogłaszano „strefami zamkniętymi” przeszukując dom po domu. Nieustannie ścigano dowódców palestyńskich ugrupowań radykalnych. Izraelskie siły bezpieczeństwa udaremniały średnio około 55 palestyńskich zamachów wojskowych w miesiącu.
- 28 lutego – ostrzał z broni maszynowej w centrum Hadery zabił 6 Izraelczyków.
- 5 marca – zamachowiec-samobójca wysadził się w autobusie w centrum Hajfy zabijając 17 Izraelczyków i raniąc 53 osoby. Większość ofiar to studenci.

W marcu 2003 roku palestyńskie ugrupowanie Hamas rozpoczęło ze Strefy Gazy ostrzał rakietami Kassam terytorium Izraela. Rakiety najczęściej spadały na miasto Sederot.
Pod naciskiem Stanów Zjednoczonych Jasir Arafat zgodził się na wprowadzenie reform Autonomii Palestyńskiej. Jako jeden z pierwszych kroków wybrano premiera Autonomii. 19 marca Mahmud Abbas został pierwszym w historii palestyńskim premierem. Abbasowi został przedstawiony bliskowschodni plan pokojowy przygotowany przez tzw. kwartet bliskowschodni. Abbas podjął próbę reformy palestyńskich sił bezpieczeństwa.
- 30 marca – zamachowiec-samobójca wysadził się przed kawiarnią na deptaku w Netanii raniąc 49 Izraelczyków.
- 24 kwietnia – zamachowiec-samobójca wysadził się na dworcu kolejowym w Kfar Saba raniąc 13 Izraelczyków.
- 30 kwietnia – zamachowiec-samobójca wysadził się na promenadzie niedaleko amerykańskiej ambasady w Tel Awiwie zabijając 3 Izraelczyków i raniąc 60 osób.

11 maja 2003 roku izraelska armia pod naciskiem Stanów Zjednoczonych zdjęła blokadę terytoriów Autonomii Palestyńskiej. Miał to być gest dobrej woli ułatwiający Abbasowi wprowadzenie reform.
- 18 maja – zamachowiec-samobójca wysadził się w autobusie w Jerozolimie zabijając 7 Izraelczyków i raniąc 20 osób. Drugi zamachowiec-samobójca wysadził się na przedmieściach miasta.
- 19 maja – zamachowiec-samobójczyni wysadziła się w centrum handlowym w Afuli zabijając 3 Izraelczyków i raniąc 20 osób.

Natomiast izraelska armia ponownie wprowadziła blokadę palestyńskich terytoriów. Izrael rozważał także pomysł wydalenia Arafata.
29 maja 2003 roku odbyło się w Jerozolimie spotkanie Ariela Szarona i Mahmuda Abbasa. W rozmowach utrzymały się różnice w sprawie sposobu ograniczania działalności radykalnych ugrupowań palestyńskich, odpowiedzialnych za długą serię zamachów. Abbas opowiedział się za pokojowym nakłanianiem ich przywódców do przerwania ataków przeciwko Izraelowi. Strona palestyńska podkreśliła, że próba siłowego rozwiązania mogłaby doprowadzić do wybuchu wojny domowej na terytoriach palestyńskich. Szaron zapowiedział zniesienie blokady Zachodniego Brzegu Jordanu i wpuszczenie 25 tys. palestyńskich pracowników do Izraela. Warunkiem dalszych ustępstw za strony izraelskiej było zaprzestanie ataków przeciwko Izraelowi. 30 maja Izrael zaczął łagodzenie restrykcji wobec ludności palestyńskiej. 1 czerwca złagodzono blokadę Autonomii i zaczęto zwalniać palestyńskich więźniów.

### Szczyt w Akabie
4 czerwca 2003 roku odbył się w Akabie szczyt prezydenta Stanów Zjednoczonych George’a Busha z premierem Izraela Arielem Szaronem i premierem Autonomii Palestyńskiej Mahmudem Abbasem. Szaron wyraził poparcie dla powstania w przyszłości państwa palestyńskiego. Abbas oświadczył, że zbrojne powstanie palestyńskie (Intifada) musi się zakończyć i oficjalnie potępił terroryzm.
Proklamowano zawieszenie broni, jednak radykalne ugrupowania palestyńskie odrzuciły taką możliwość. Za kontynuacją zbrojnego powstania Intifady opowiedziały się: Ludowy Front Wyzwolenia Palestyny, Hamas oraz Islamski Dżihad, które wspólnie nasiliły swoją działalność w Strefie Gazy.
- 11 czerwca – zamachowiec-samobójca wysadził się w autobusie w centrum Jerozolimy zabijając 17 Izraelczyków i raniąc blisko 100 osób.
- 19 czerwca – zamachowiec-samobójca wysadził się w sklepie na północy doliny Jordanu zabijając 1 Izraelczyka.
- 7 lipca – zamachowiec-samobójca wysadził się niszcząc dom w osiedlu Kefar Jabec, zabijając 1 Izraelkę.
- 12 sierpnia – zamachowiec-samobójca wysadził się w powietrze w centrum handlowym w Rosz Hain zabijając 1 Izraelczyka i raniąc 10 osób. Inny zamachowiec-samobójca wysadził się w powietrze przy osiedlu Ariel zabijając 1 Izraelczyka i raniąc 2 osoby.
- 19 sierpnia – zamachowiec-samobójca wysadził się w autobusie w centrum Jerozolimy zabijając 23 Izraelczyków i raniąc 130 osób. Większość pasażerów w autobusie stanowili ortodoksyjni Żydzi z rodzinami.

We wrześniu 2003 roku palestyński premier Mahmud Abbas nie mogąc wprowadzić skutecznych reform w Autonomii podał się do dymisji. Bezpośrednią przyczyną jego dymisji był konflikt o władzę z Arafatem. Nowym premierem został Ahmed Korei.
- 9 września – zamachowiec-samobójca wysadził się przy wejściu na teren izraelskiej bazy wojskowej Tsifrim pod Tel Awiwem, zabijając 8 izraelskich żołnierzy i raniąc 30 osób. Inny zamachowiec-samobójca wysadził się w powietrze u wejścia do kawiarni Hillel w centrum Jerozolimy zabijając 7 Izraelczyków i raniąc 50 osób.

W ciągu trzech lat trwania palestyńskiego powstania Intifady śmierć poniosły 3483 osoby, w tym 2601 Palestyńczyków i 852 Izraelczyków.
- 4 października – zamachowiec-samobójczyni wysadziła się w restauracji Maxim pod Hajfą zabijając 22 Izraelczyków i raniąc 60 osób.

### Plan Szarona
18 grudnia 2003 roku izraelski premier Ariel Szaron przedstawił własny plan rozwiązania konfliktu izraelsko-palestyńskiego drogą pokojową. Szaron powiedział, że jeśli impas w konflikcie będzie trwał, jego kraj wytyczy nowe „linie bezpieczeństwa”, oddzielające Izrael od terytoriów palestyńskich na Zachodnim Brzegu i w Strefie Gazy. Plan zakładał wcześniejsze powstanie państwa palestyńskiego i likwidację części osiedli żydowskich. Nowe granice miały być chronione przez budowaną „barierę bezpieczeństwa”. To posunięcie spotkało się z oskarżeniem, że poprzez wytyczone w ten sposób granice Izrael bezprawnie anektuje część terytorium Zachodniego Brzegu Jordanu.
- 25 grudnia – zamachowiec-samobójca wysadził się na przystanku autobusowym w Petach Tikwie zabijając 4 Izraelczyków i raniąc 15 osób.
- 29 stycznia 2004 – zamachowiec-samobójca wysadził się w autobusie w centrum Jerozolimy zabijając 10 Izraelczyków i raniąc 50 osób.
- 22 lutego – zamachowiec-samobójca wysadził się w autobusie w centrum Jerozolimy zabijając 7 Izraelczyków i raniąc 66 osób.

25 lutego 2004 roku izraelskie oddziały wkroczyły do Ramallah i zajęły 3 palestyńskie banki – dwa oddziały Arab Bank i oddział Cairo-Amman Bank. Izraelscy eksperci przejęli elektroniczną dokumentację kont palestyńskich organizacji bojowych. Zajęto kwotę 37 mln NIS (8,3 mln USD), pochodzących głównie z Iranu oraz Syrii. Okazało się, że w dużym stopniu działalność organizacji bojowych była finansowana przez władze Autonomii Palestyńskiej.
- 14 marca – dwóch zamachowców-samobójców wysadziło się w okolicach portu w Aszdod, zabijając 10 Izraelczyków i raniąc 20 osób.

W odwecie izraelska armia zintensyfikowała działania wymierzone przeciwko palestyńskiej organizacji Hamas. 22 marca 2004 roku izraelskie śmigłowce wystrzeliły rakiety, zabijając w Gazie duchowego przywódcę Hamasu, szejka Ahmeda Jasina. Wywołało to kilkudniowe zamieszki w Strefie Gazy.

### Operacja „Tęcza”
W maju 2004 roku izraelska armia przeprowadziła rozległą operację wojskową w Strefie Gazy wymierzoną w infrastrukturę palestyńskich organizacji bojowych. Zniszczono wiele warsztatów zbrojeniowych oraz przejęto dużo broni i materiałów wybuchowych.
- 11 lipca – wybuch bomby podłożonej na dworcu autobusowym w Tel Awiwie zabił 1 Izraelkę i ranił 30 osób.
- 31 sierpnia – dwóch zamachowców-samobójców wysadziło się w dwóch autobusach w Beer Szewie zabijając 16 Izraelczyków i raniąc 91 osób.
- 22 września – zamachowiec-samobójczyni wysadziła się przy przystanku autobusowym w Jerozolimie zabijając 2 Izraelczyków i raniąc 16 osób.

Według danych agencji EFE, w ciągu czterech lat trwania palestyńskiego powstania intifady, w okresie od 29 września 2000 do 31 maja 2004, w wyniku ataków palestyńskich, zginęło ogółem 1017 a rannych zostało 5598 Izraelczyków. W Izraelu przeprowadzono 138 zamachów samobójczych, 13370 ostrzałów, 460 rakiet Kassam spadło na izraelskie osiedla i miasta. W tym samym czasie 3345 Palestyńczyków zabito, a ponad 40 tys. Palestyńczyków zostało rannych. Izraelskie siły aresztowały także ponad 7200 osób. Do czerwca 2004 roku armia izraelska zniszczyła całkowicie lub częściowo 62888 palestyńskich domów, z czego 18243 w Strefie Gazy.

### Operacja „Dni pokuty”
W październiku 2004 roku izraelska armia przeprowadziła dużą operację wojskową w Strefie Gazy. Celem było uniemożliwienie ostrzału rakietowego terytorium Izraela. W toku operacji doszło do ciężkich walk z grupami Hamasu, w których zginęło 111 a rannych zostało 350 Palestyńczyków.
1 listopada – zamachowiec-samobójca wysadził się na targowisku w Tel Awiwie zabijając 3 Izraelczyków i raniąc 32 osoby.

### Śmierć Jasira Arafata
11 listopada 2004 roku palestyński prezydent Jasir Arafat zmarł w Paryżu. Wraz z jego śmiercią zaczęła wygasać siła palestyńskiego powstania Intifady. Nowy palestyński przywódca Mahmud Abbas wznowił proces pokojowy z Izraelem, napotyka jednak na poważne trudności ze strony radykalnych ugrupowań bojowych. Jednocześnie strona palestyńska oskarża także władze Izraela o niechęć do osiągnięcia porozumienia.